# Novi Sokolî, Ivankiv
Novi Sokolî (în ucraineană Нові Соколи) este un sat în comuna Stari Sokolî din raionul Ivankiv, regiunea Kiev, Ucraina.

## Demografie
Componența lingvistică a localității Novi Sokolî
     Ucraineană (96,3%)
     Rusă (2,47%)
     Belarusă (1,23%)
Conform recensământului din 2001, majoritatea populației localității Novi Sokolî era vorbitoare de ucraineană (96,3%), existând în minoritate și vorbitori de rusă (2,47%) și belarusă (1,23%).